# Шаталова, Мария Юрьевна
Мари́я Ю́рьевна Шата́лова (укр. Марія Юріївна Шаталова, 1 марта 1989, Керчь, Крымская область, Украинская ССР, СССР) — украинская легкоатлетка, выступающая в беге на средние дистанции и беге с препятствиями. Участница летних Олимпийских игр 2016 года.

## Биография
Мария Шаталова родилась 1 марта 1989 года в городе Керчь Крымской области. Тренировалась  у Дубовика Алексея Ивановича.
Выступала в легкоатлетических соревнованиях за ЦСК ВСУ. В беге на 1500 метров на чемпионатах Украины завоевала две золотых (2014 в помещении, 2016 в помещении), одну серебряную (2013) и три бронзовых (2015 в помещении, 2017, 2017 в помещении) медали. В беге на 3000 метров с препятствиями на счету Шаталовой семь золотых (2010 в помещении, 2014, 2015, 2015 в помещении, 2016, 2016 в помещении, 2019 в помещении), три серебряных (2010, 2012, 2017 в помещении) и одна бронзовая (2009 в помещении) медаль.
В 2011 году завоевала бронзовую медаль в беге на 3000 метров с препятствиями на юниорском чемпионате Европы в Остраве.
В 2016 году вошла в состав сборной Украины на летних Олимпийских играх в Рио-де-Жанейро. В полуфинале бега на 3000 метров с препятствиями заняла 6-е место, показав результат 9 минут 30,89 секунды и уступив 0,68 секунды попавшей в финал с 5-го места Лидии Ротич из Кении.

## Личные рекорды
- Бег на 800 метров (в помещении) — 2.13,91 (11 января 2004, Киев)[3]
- Бег на 1500 метров — 4.15,21 (8 октября 2015, Мунгён)[3]
- Бег на 1500 метров (в помещении) — 4.18,8 (11 февраля 2017, Киев)[3]
- Бег на 2000 метров — 5.51,39 (13 сентября 2016, Марсель)[3]
- Бег на 3000 метров — 9.23,45 (7 июня 2017, Луцк)[3]
- Бег на 3000 метров (в помещении) — 9.16,65 (13 февраля 2015, Сумы)[3]
- Бег на 5000 метров — 17.12,03 (22 июля 2009, Ялта)[3]
- Бег на 3000 метров с препятствиями — 9.30,89 (13 августа 2016, Рио-де-Жанейро)[3]
- Бег на 3000 метров с препятствиями (в помещении) — 10.18,86 (20 февраля 2010, Сумы)[3]